# Politische Abteilung (KZ)
Die Politische Abteilung, auch Lagergestapo genannt, war eine der fünf Abteilungen (Abteilung I: Kommandantur-Stab, Abteilung II: Politische Abteilung, Abteilung III: Schutzhaftlager, Abteilung IV: Standortverwaltung, Abteilung V: Sanitätswesen), die in den nationalsozialistischen Konzentrationslagern unterschiedliche lagerbezogene Aufgaben wahrnahmen. Als Abteilung II war sie seit Sommer 1936 obligatorischer Bestandteil des Kommandanturstabes in den Konzentrationslagern.
Im Gegensatz zu den anderen Abteilungen unterstand die Politische Abteilung nicht der Inspektion der Konzentrationslager, sondern der zuständigen Gestapo-Leitstelle bzw. dem Reichssicherheitshauptamt (RSHA), Amt IV (dort in der Regel dem Referat C 2 – Schutzhaftangelegenheiten). Leiter und stellvertretender Leiter dieser Lagerabteilung waren in der Regel Beamte der Gestapo oder Kriminalpolizei (oder Angehörige des SS-Sicherheitsdienstes). Andere Angehörige der politischen Abteilung unterstanden als Mitglieder der Waffen-SS zwar fachlich ebenfalls dem Gestapo-Beamten, gehörten aber als SS-Mitglied zur Stabskompanie des Lagers und unterstanden damit der Disziplinargewalt des Lageradjutanten bzw. des Lagerkommandanten.

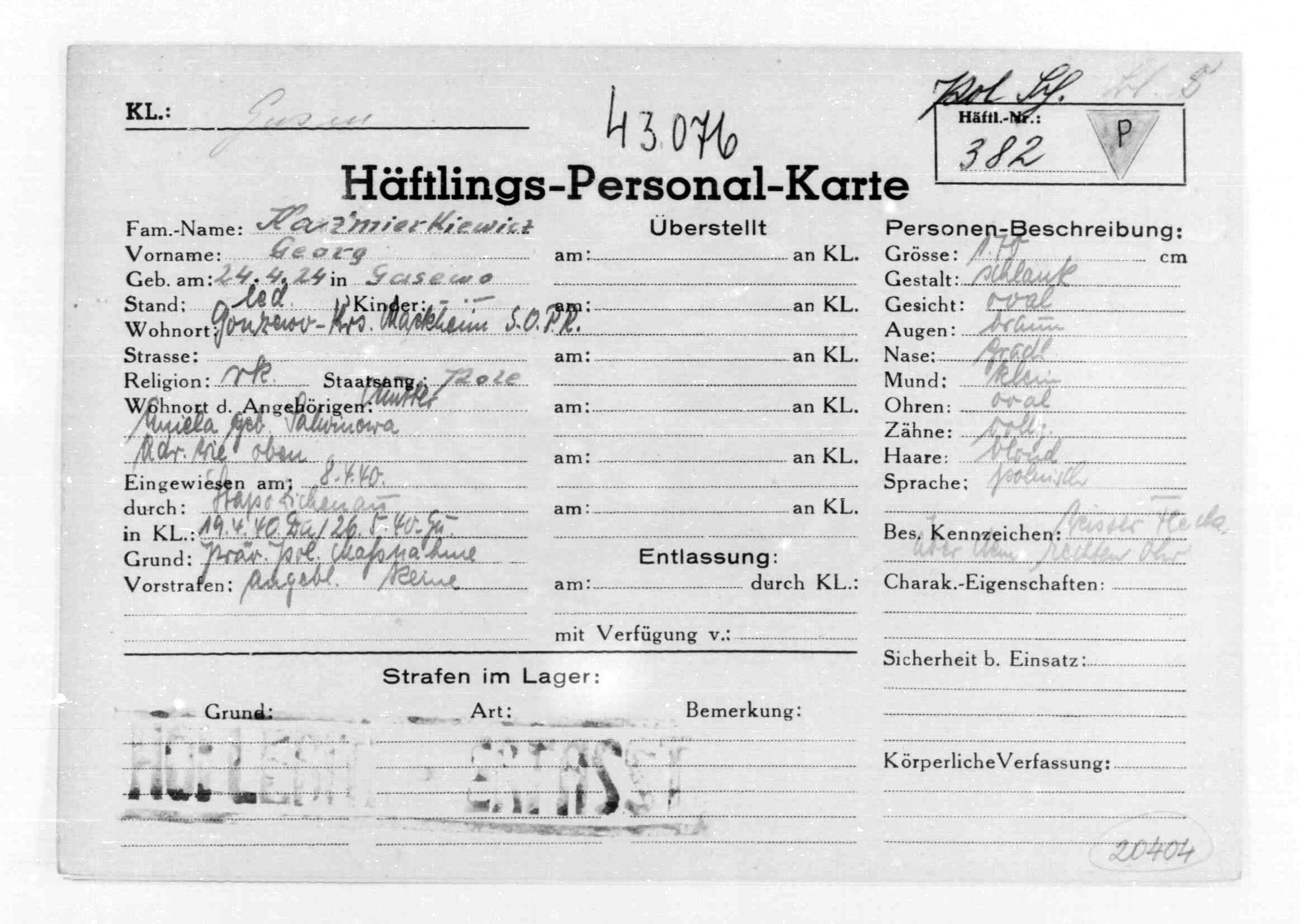
Häftlings-Personal-Karte vom KZ Gusen, mit dem Stempel Hollerith erfasst

Der Aufgabenbereich der politischen Abteilung umfasste die Registrierung der Häftlinge in Konzentrationslagern jeweils bei deren Einweisung, Entlassung, Verlegung, Flucht oder Tod. Dafür wurden Häftlingsakten angelegt, die Porträtaufnahmen, Personenbeschreibungen, Lebensläufe und Fingerabdrücke enthielten. Neben der Registration und Verwaltung des „Häftlingsbestandes“ war diese Abteilung auch zuständig für die Vernehmung der Häftlinge, die Bekämpfung der Lagerwiderstandsbewegung, die Verhinderung von Fluchten, die Überwachung von Kontakten zur Außenwelt sowie die Korrespondenz mit der Gestapo, der Kriminalpolizei und dem RSHA. Bei den Häftlingen waren Angehörige der Politischen Abteilung für ihre Verhörmethoden, Misshandlungen und auch Exekutionen gefürchtet.
Die politische Abteilung bestand in der Regel aus fünf bis sechs Unterabschnitten. Im KZ Auschwitz beispielsweise gliederte sich die politische Abteilung folgendermaßen:
- Erkennungsdienst
- Ermittlungen
- Vernehmungen
- Nachrichtendienst
- Überwachung
- Leitung des Lagerstandesamtes (zeitweise in Verbindung mit der Aufsicht über die Krematorien)